# Rối loạn da ở mèo
Rối loạn da ở mèo là một trong những vấn đề sức khỏe phổ biến nhất ở mèo. Rối loạn về da ở mèo có nhiều nguyên nhân và nhiều rối loạn về da phổ biến khiến cả con người cũng mắc phải, tương tự như mèo. Tình trạng da và lông của mèo cũng có thể là một dấu hiệu quan trọng về sức khỏe tổng quát của nó. Rối loạn da của mèo thay đổi từ các vấn đề cấp tính, tự giới hạn đến các vấn đề mãn tính hoặc lâu dài đòi hỏi phải điều trị trong thời gian dài. Rối loạn da mèo có thể được nhóm thành các loại theo nguyên nhân.

## Rối loạn liên quan đến dinh dưỡng
Ngày nay, chế độ dinh dưỡng cân bằng được con người kiểm soát qua việc cho mèo ăn, và do đó thiếu hụt dinh dưỡng đã trở nên không phổ biến. Tuy nhiên, những rối loạn liên quan đến dinh dưỡng này có thể phát sinh nếu lượng thức ăn của mèo giảm, tương tác giữa các thành phần hoặc chất dinh dưỡng xảy ra, những sai lầm được thực hiện trong quá trình chế biến hoặc sản xuất và thời gian lưu trữ dài. Rối loạn về da liên quan đến dinh dưỡng thường dẫn đến dư thừa hoặc không đủ sản xuất dầu được gọi là bã nhờn, và làm cứng hóa sừng của lớp ngoài của da. Điều này có thể dẫn đến tình trạng xuất hiện gàu, tình trạng đỏ tấy được gọi là ban đỏ, rụng lông, da nhờn và giảm sự phát triển của lông.